# Димос Пападимитриу
Димос Л. Пападимитриу (на гръцки: Δήμος Λ. Παπαδημητρίου) е гръцки политик от втората половина на XX век.

## Биография
Роден е в 1943 година в южномакедонския град Енидже Вардар (Яница), Гърция. В 1965 година емигрира в Швеция и завършва история и социални науки в Стокхолмския университет. Преподава в шведски училища, включително и в такива на гръцката диаспора.
След падането на военния режим в Гърция се връща в страната. Избиран е за депутат от Общогръцкото социалистическо движение (ПАСОК) в 1977, 1981 и 1985 година. Във второто правителство на Андреас Папандреу от 5 февруари до 20 юли 1987 година е заместник министър на образованието и вероизповеданията. В 1994 – 1998 година е геренален директор на Организацията на водите на Солун.